# Cautires klapperich
Cautires klapperich is een keversoort uit de familie netschildkevers (Lycidae). De wetenschappelijke naam van de soort werd in 1987 gepubliceerd door Ladislav Bocák & Bocáková. De soort is genoemd naar Johann Friedrich Klapperich.